# 奥兰多·萨
奥兰多·萨（葡萄牙語：Orlando Sá，1988年5月26日—）是一名已退役葡萄牙足球运动员，司职前锋。

## 俱乐部生涯

### 布拉加
萨在2002年进入葡萄牙布拉加的青训体系，2007/08赛季进入布拉加一线队。在这个赛季中，他被租借到葡萄牙第三级别联赛球队马利亚达方迪，在那里完成职业生涯的处子秀，并在赛季中打进6个进球。
2008年萨回到布拉加，2009年1月5日在布拉加主场2比0击败貝倫人的比赛中替补出场1分钟，第一次在葡超联赛亮相。3月7日，他在2比2战平艾马多拉的比赛中打进他在布拉加的首个进球。

### 波尔图
2009年6月1日，萨以大约300万欧元的身价转会加盟葡萄牙豪门波尔图。由于在效力布拉加的末段遭遇伤病，他直到2010年1月2日才在2比0击败奥利维伦斯的葡萄牙杯中首发登场，这是他在波尔图的首次亮相。
2010/11赛季，萨被波尔图租借到国民队。但由于伤病原因和战术考虑，萨在国民队的出场机会并不多。唯一的亮点就是在2010年8月21日国民2比1击败本菲卡的联赛中打进制胜一球。

### 富勒姆
在2011年夏季转会窗关闭前不久，萨自由转会加盟英超球队富勒姆。2011年12月31日，他在和诺里奇城的比赛中射进加盟球队的首个也是唯一一个进球，帮助富勒姆1比1战平对手。2011/12赛季结束后，他和富勒姆协议解约。

### 利马索尔AEL
2012年7月30日，萨和塞浦路斯足球甲级联赛球队利马索尔AEL签约三年。

## 国际比赛生涯
2010年2月11日，萨在葡萄牙1比0击败芬兰的国际友谊赛中替补登场，首次代表成年国家队亮相。